# Clinohelea neivai
Clinohelea neivai är en tvåvingeart som beskrevs av Lane 1944. Clinohelea neivai ingår i släktet Clinohelea och familjen svidknott. Inga underarter finns listade i Catalogue of Life.